# 杜努
杜努（法語：Dounoux，法語發音：[dunu] ⓘ）是法国大東部大區孚日省的一个市镇，属于埃皮纳勒区。

## 地理
杜努（48°6'16"N, 6°26'38"E）面积9.23 平方千米，位于法国大東部大區孚日省，该省份为法国东北部内陆省份，北起默兹省和默尔特-摩泽尔省，西接上马恩省，南至上索恩省和贝尔福地区省，东临上莱茵省和下莱茵省。
与杜努接壤的市镇（或旧市镇、城区）包括：于里梅尼勒、阿尔什、迪诺泽、埃皮纳勒、阿多勒。

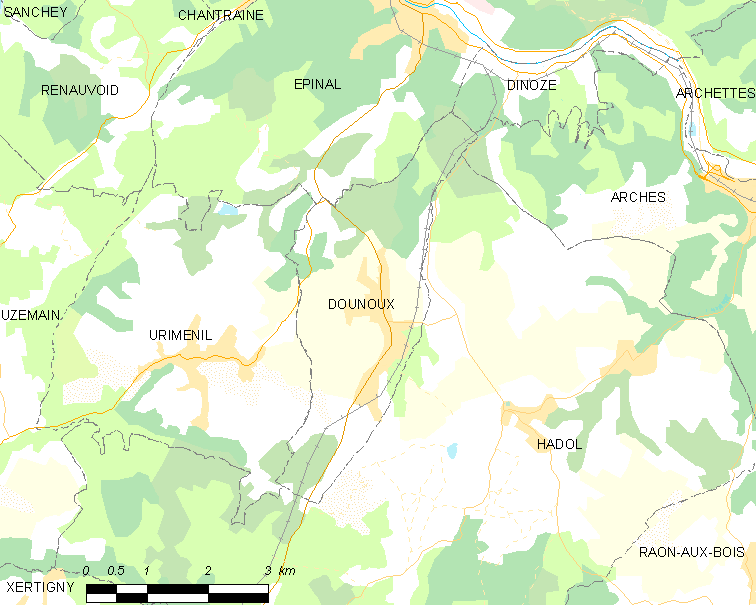
杜努的OSM定位图

杜努的时区为UTC+01:00、UTC+02:00（夏令时）。

## 行政
杜努的邮政编码为88220，INSEE市镇编码为88157。

## 政治
杜努所属的省级选区为勒瓦勒达若勒县。

## 人口

1962-2008年间杜努人口变化图示

杜努于2022年1月1日时的人口数量为871人。